# Флеминзень
Флеминзень (рум. Flămînzeni) — село у Синжерейському районі Молдови. Входить до складу комуни, адміністративним центром якої є село Кошкодень.

## Населення
За даними перепису населення 2004 року у селі проживали 1309 осіб.
Національний склад населення села:
| Національність   | Кількість осіб | Відсоток   |
| ---------------- | -------------- | ---------- |
| молдавани румуни | 1289 7         | 98,5% 0,5% |
| українці         | 7              | 0,5%       |
| росіяни          | 6              | 0,5%       |
| Всього           | 1309           | 100%       |